# Камалес
Камале́с (фр. Camalès, окс. Camalèrs) — коммуна во Франции, находится в регионе Юг — Пиренеи. Департамент — Верхние Пиренеи. Входит в состав кантона Вик-ан-Бигор. Округ коммуны — Тарб.
Код INSEE коммуны — 65121.

## География

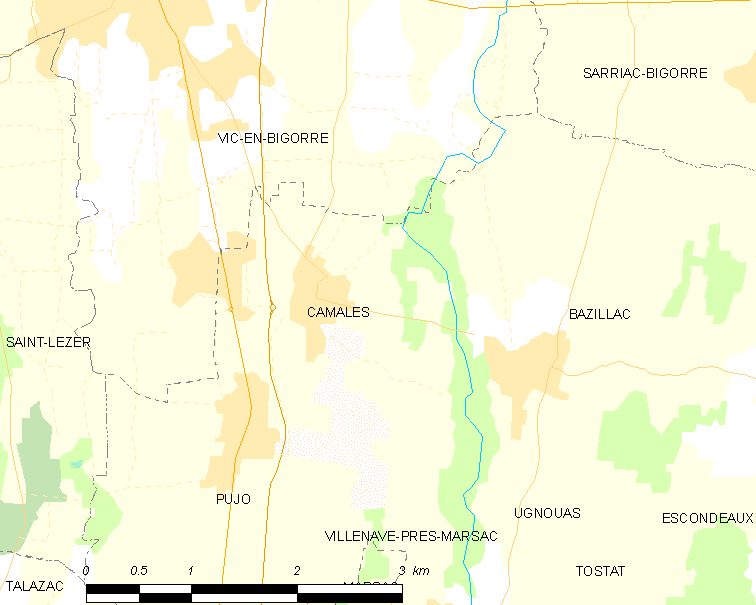
Карта коммуны

Коммуна расположена приблизительно в 640 км к югу от Парижа, в 115 км западнее Тулузы, в 15 км к северу от Тарба.
Коммуна расположена в местности Бигорр. На северо-востоке коммуны протекает река Адур.

## Климат
Климат умеренно-океанический с солнечной тёплой погодой и обильными осадками на протяжении практически всего года.

## Население
Население коммуны на 2010 год составляло 440 человек.
| 1962 | 1968 | 1975 | 1982 | 1990 | 1999 | 2010 |
| ---- | ---- | ---- | ---- | ---- | ---- | ---- |
| 323  | 329  | 339  | 382  | 419  | 385  | 440  |

## Администрация
| Период | Период | Фамилия     | Партия | Примечания |
| ------ | ------ | ----------- | ------ | ---------- |
| 2001   | 2014   | Надин Семпе |        |            |
| 2014   | 2020   | Жан Семпе   |        |            |

## Экономика
В 2010 году среди 242 человек трудоспособного возраста (15-64 лет) 163 были экономически активными, 79 — неактивными (показатель активности — 67,4 %, в 1999 году было 69,4 %). Из 163 активных жителей работали 154 человека (84 мужчины и 70 женщин), безработных было 9 (3 мужчин и 6 женщин). Среди 79 неактивных 18 человек были учениками или студентами, 34 — пенсионерами, 27 были неактивными по другим причинам.

## Достопримечательности
- Замок Камалес (XVII век). Исторический памятник с 1999 года[4]